# Riau
Riau – prowincja w Indonezji w środkowej części Sumatry. Powierzchnia 87 tys km²; 6,7 mln mieszkańców (2023); stolica Pekanbaru. Dzieli się na 2 okręgi miejskie i 9 dystryktów. W 2004 roku z części terytorium prowincji utworzono nową – Wyspy Riau.
Powierzchnia nizinna, w zachodniej części porośnięta lasem równikowym, we wschodniej pokryta bagnami. Liczne rzeki uchodzące do cieśniny Malakka i Morza Południowochińskiego.
Najważniejszą gałęzią gospodarki jest pozyskiwanie surowców naturalnych: ropy naftowej, gazu ziemnego, drewna; uprawa palmy kokosowej, kauczukowca; rybołówstwo; przemysł petrochemiczny, drzewny, spożywczy; turystyka.
W Riau silne są tendencje separatystyczne.
Główne miasta: Pekanbaru, Dumai, Tembilahan.